# Helga Ancher

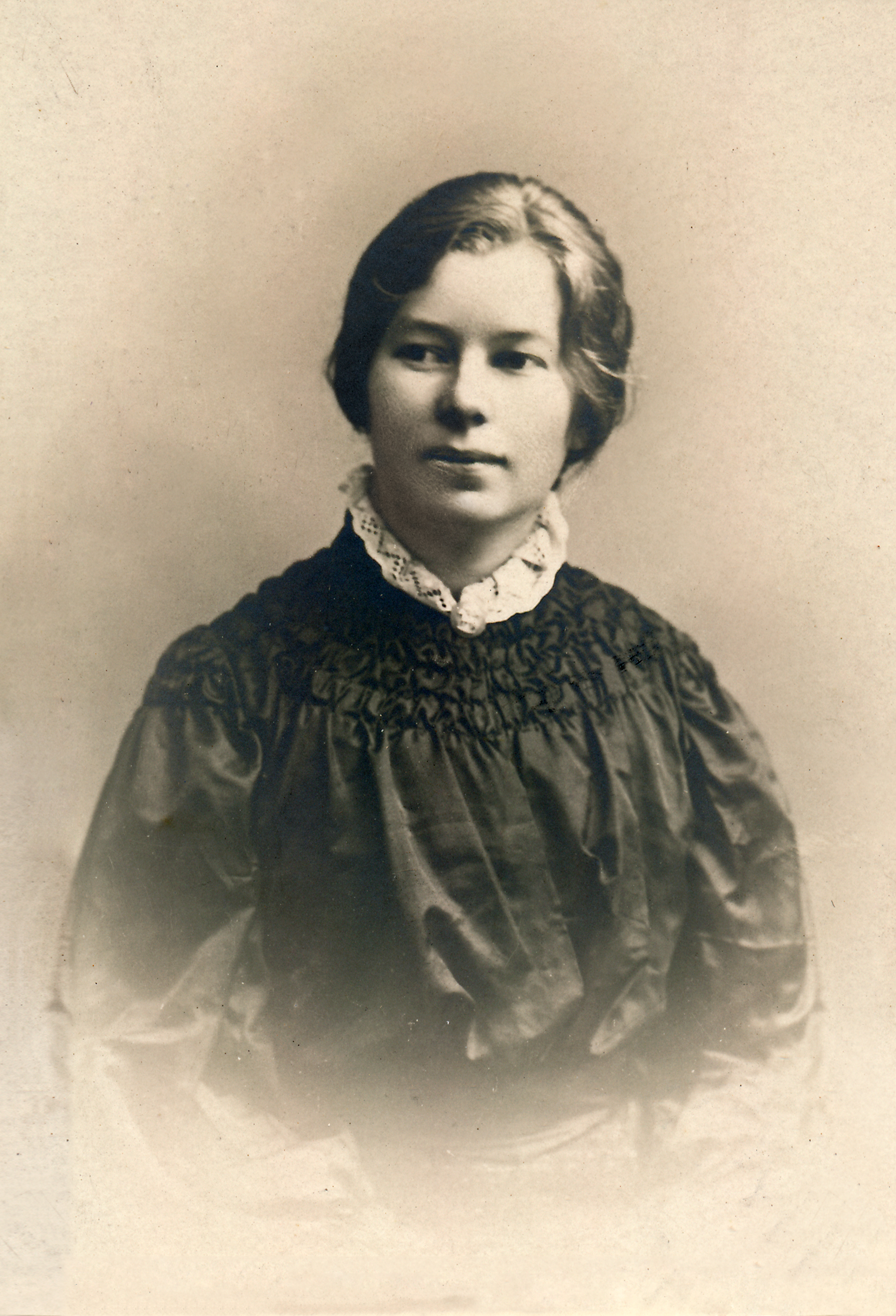
Helga Ancher, 1906

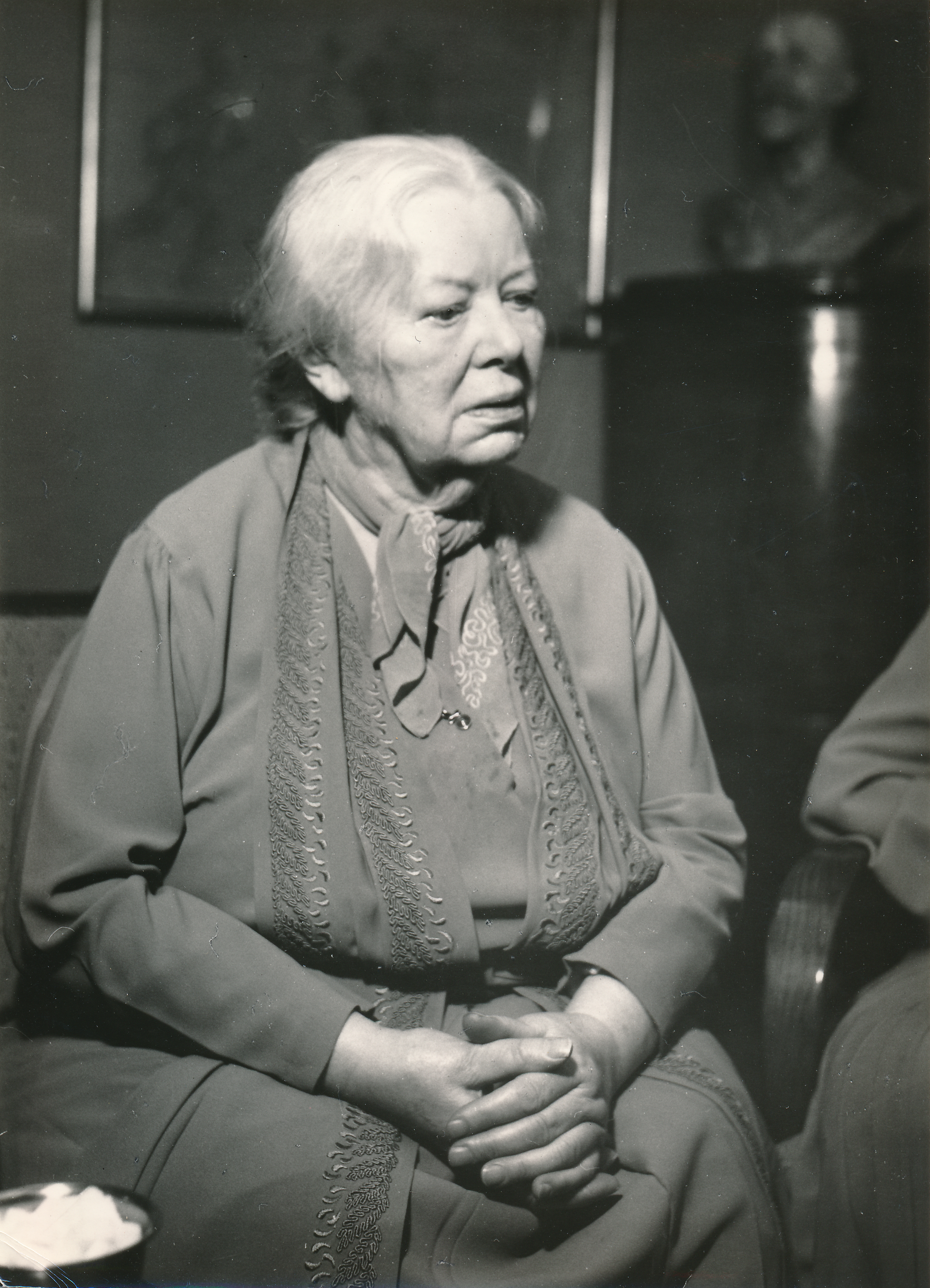
Helga Ancher, 1960er Jahre

Helga Cathrine Ancher (* 19. August 1883 in Skagen; † 18. März 1964 ebenda) war eine dänische Malerin.

## Herkunft und Ausbildung
Als einziges Kind von Anna Ancher (1859–1935) und Michael Ancher (1849–1927) und mit mehreren der Skagen-Maler als Sponsoren war es naheliegend, dass Helga Ancher dazu bestimmt war, wie die Eltern Künstlerin zu werden.
Sie besuchte von 1901 bis 1904 die Kunstakademiets Kunstskole for Kvinder (deutsch Kunstschule der Kunstakademie für Frauen) in Kopenhagen, wo sie von Valdemar Irminger (1850–1938) und Viggo Johansen (1851–1935) unterrichtet wurde.
Danach studierte sie 1909–1910 in Paris bei Lucien Simon (1861–1945) und Émile-René Ménard (1861–1930). Die von ihr gemalten Wagenpferde in Paris und melancholische Porträts aus dieser Zeit weisen in die Richtung des Expressionismus.

## Leben
Wie vielen Kindern großer Künstler fiel es Helga Ancher anfangs schwer, an ihr Talent zu glauben. Sie stellte daher nur in begrenztem Umfang aus und zeigte dann hauptsächlich die bekannten Skagen-Motive. Dennoch entwickelte sie sich unabhängig von den Eltern. Ihr Bild „Sankt Hanssaften på Skagen“ (1948) (deutsch Sankt Hansabend auf Skagen) ist kühn in Form und Wahrnehmung, und das Bild „Udsigten over Kongens Nytorv“ (deutsch Die Ansicht von Königs Neumarkt), ein Motiv, das sie mehrfach malte, zeigt ihre koloristische Bandbreite in einer gedämpften Farbskala. Außerdem beschäftigte sie sich intensiv mit Tieren, laufenden Pferden und Raubtieren, die an die Kunst der französischen Romantik erinnern.

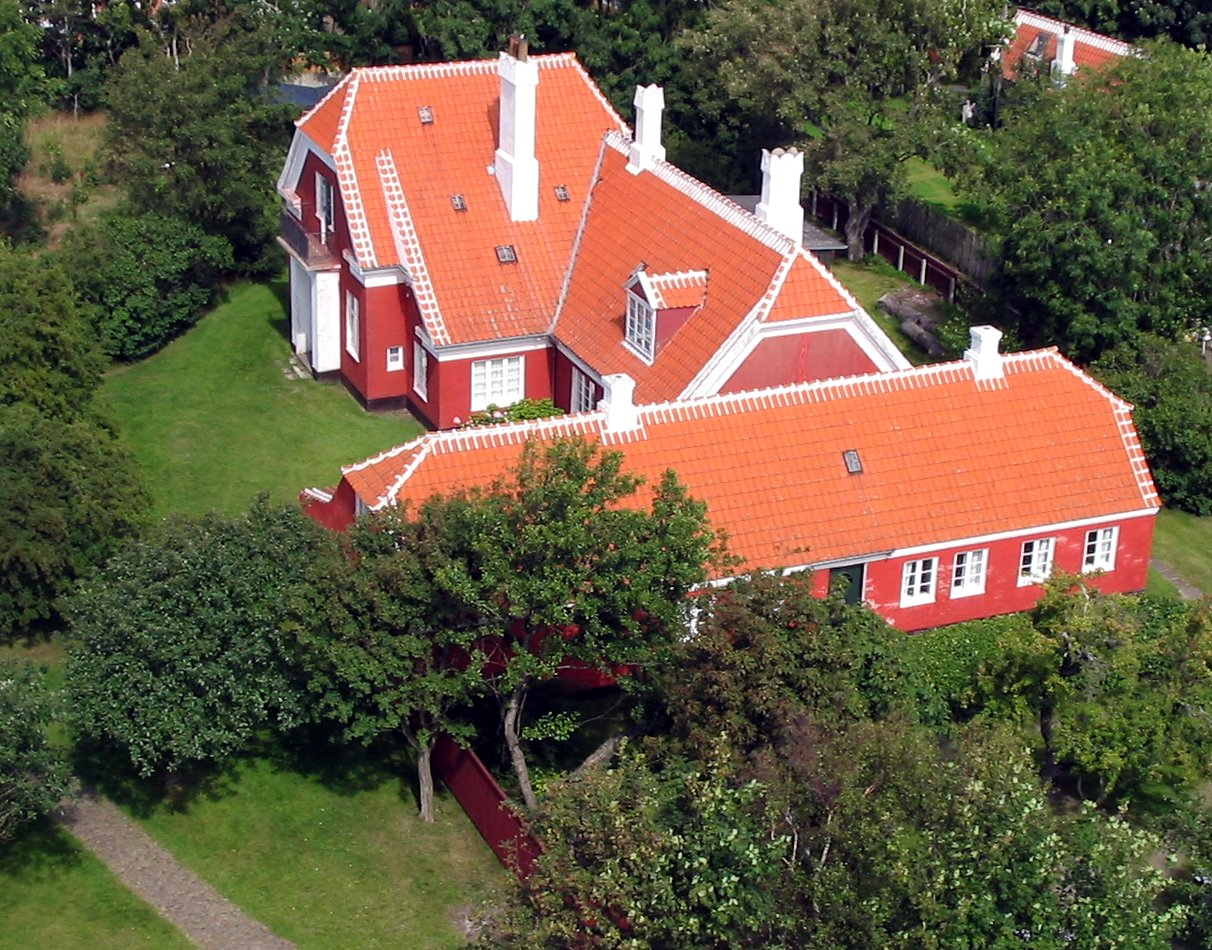
Das Haus von Michael und Anna Ancher, 2007.

Die meisten Bilder von Helga Ancher stammen aus Skagen Østerby. Sie hat Innenräume aus dem Brøndum-Gartenhaus, vom Brøndums Hotel und aus dem Ancher-Haus gemalt. 

### Helga-Ancher-Fonds
Sie hatte testamentarisch bestimmt, dass alles, was sie hinterließ, in einen Fonds mit dem Namen Helga-Ancher-Fonds einfließen sollte, einschließlich ihres Elternhauses mit kompletter Einrichtung. Der Fonds wurde im Jahr 1935 geschaffen nach dem Tode ihrer Mutter Anna Ancher.
Helga Ancher führte die Aufgaben ihrer Eltern als Vorstandsmitglied des Skagens Museum fort, das sie mit großen Geschenken bedachte. Das Künstlerhaus der Eltern in Skagen mit seinen reichen Sammlungen von Skizzen und persönlichen Dingen stiftete sie anschließend dem Helga-Ancher-Fonds, der 1967 das „Michael & Anna Anchers Hus“ als Museum eröffnete.
Am 18. März 1964 verstarb Ancher im Alter von 80 Jahren. Sie blieb unverheiratet und liegt an der Seite ihrer Eltern auf dem Assistens Kirkegård in Skagen begraben.

## Auszeichnungen
- 1958: Tagea Brandts Rejselegat